# بيتر ديفيز (لاعب كريكت)
بيتر ديفيز (بالإنجليزية: Peter Davies)‏ (18 أغسطس 1957 بملبورن في أستراليا - 10 مارس 2018) هو لاعب كريكت أسترالي. لعب مع فريق فكتوريا للكريكت.

## وصلات خارجية
- بيتر ديفيز (لاعب كريكت) على موقع إي آس بي آن كريك إنفو (الإنجليزية)